# Amirspasalar
Amirspasalar o amirspasalari (in georgiano ამირსპასალარი?, in persiano امیر سپه سالار‎, amīr sipahsālār) era il comandante in capo dell'esercito georgiano medievale e uno dei più alti ufficiali del Regno di Georgia. Il termine è composto dalle parole amir, dall'arabo che significa "comandante", "governatore" o "principe", e sipahsalar, dal persiano per "comandante dell'esercito".
L'amirspasalar era un comandante supremo in capo degli eserciti reali in tempo di guerra e il portatore della bandiera dello stato. Sotto la regina Tamara (r. 1184-1213), era il terzo grande ufficio dello stato georgiano, dopo l'atabeg. Le Regole della Corte Reale (in georgiano Garigeba khelmts'ip'is karisa) codificate molto probabilmente durante il secondo regno di Giorgio V (1314-1346), definivano la carica come "visir onorario e capo dell'esercito".
Il titolo di amirspasalar venne menzionato per la prima volta durante il regno di Giorgio III di Georgia (1156-1184), ma fu probabilmente introdotto dal nonno di Giorgio, Davide IV (r. 1089-1125), che aveva sostanzialmente riformato l'amministrazione militare e civile della Georgia. All'inizio del XII secolo l'amirspasalar fu scelto dalla Casa degli Orbeli, ma nel 1155, Davide, figlio di Demetrio I di Georgia, rovesciò il padre e tentò di frenare l'influenza degli Orbeli trasferendo l'incarico al loro rivale, Tirkash Abuletisdze. Dopo la restaurazione di Demetrio, gli Orbeli mantennero nuovamente l'incarico fino alla ribellione contro Giorgio III nel 1176-1177, quando fu dato a Qubasar, di origine kipchak. Nel 1184, la regina Tamara rimosse Qubasar e nominò un membro della famiglia Gamrekeli. Successivamente la carica passò alla famiglia degli Zakaridi (Mkhargrdzeli), succeduti dagli Jaqeli.
La posizione fu di fatto abolita con lo smembramento del Regno di Georgia più tardi nel XV secolo.